# Graphania phaula
Graphania phaula är en fjärilsart som beskrevs av Edward Meyrick 1887. Graphania phaula ingår i släktet Graphania och familjen nattflyn. Inga underarter finns listade i Catalogue of Life.